# Kota Batu (Kota Agung)
Kota Batu is een bestuurslaag in het regentschap Tanggamus van de provincie Lampung, Indonesië. Kota Batu telt 1159 inwoners (volkstelling 2010).